# Sergius
Sergius var ett vanligt senlatinsk manligt förnamn. Det anses kopplat till 300-talsmartyren Sergius, vars minnesdag i romersk-katolska kyrkan är 7 oktober. Namnet är bildat av latinets serviens, 'tjänande', tjänare, ett ord som även gett upphov till den militära befälsgraden sergeant. Den grekiska namnformen är Sergios (Σέργιος).
Liknande namn i östslaviska språk (ryska: Серге́й, Sergéj, vitryska: Сярге́й, Sjarhjéj, ukrainska: Сергі́й, Serhíj) är ofta istället kopplade till det ortodoxa 1300-talshelgonet Sergij av Radonezj.

## Namnformer
I latinets dotterspråk har namnet kommer att få bland annat syntes i följande varianter:
- Serge (franska)
- Sergio (italienska och spanska)
- Sergi (katalanska)
- Sergiu (rumänska)

## Personer uppkallade efter Sergius
- Sergius I, påve
- Sergius II, påve
- Sergius III, påve
- Sergius IV, påve
- Sergius I av Konstantinopel, patriark
- Sergius II av Konstantinopel, patriark
- Sergius av Kappadokien, katolskt helgon
- Sergius av Radonezj, ortodoxt helgon
- Sergius av Valamo, ortodox missonär